# 冯和生
冯和生（1935年—），男，湖北武汉人，中国天文学家，中国科学院云南天文台研究员、原台长，曾任中国天文学会副理事长。